# Ekrem Dumanlı
Ekrem Dumanlı, né en 1964 à Yozgat, est un journaliste turc.

## Biographie
Diplômé en langue et littérature turques de l'Université d'Istanbul, il travaille d'abord comme professeur de littérature. 
En 1993, il entre au journal Zaman, comme journaliste des pages culturelles et artistiques. À partir de 1997, il poursuit des études en communication aux États-Unis, obtenant un master au Collège Emerson de Boston. De retour en Turquie en 2001, il est nommé rédacteur en chef de Zaman.
En 2009, il fait partie de la liste des «500 musulmans les plus influents» dressé par l'Université de Georgetown.
Le 14 décembre 2014, il est arrêté, avec 24 autres personnes proches du prédicateur islamiste Fethullah Gülen.
Il a publié cinq livres et écrit une pièce de théâtre.
Le 5 octobre 2015, dans le contexte de tension très fortes entre le pouvoir et les médias d'opposition, moins d'un mois avant les législatives anticipées, il démissionne de son poste de la direction éditoriale de Zaman en invoquant les « pressions illégales » réalisées sur « la presse et sa propre personne » par le gouvernement.